# Xingjia
Xingjia (kinesiska: 邢家镇, 邢家) är en köping i Kina. Den ligger i provinsen Shandong, i den östra delen av landet, omkring 100 kilometer nordost om provinshuvudstaden Jinan. Antalet invånare är 17 858. Befolkningen består av 9 126 kvinnor och 8 732 män. Barn under 15 år utgör 16,0 %, vuxna 15-64 år 71 %, och äldre över 65 år 12,0 %.
Genomsnittlig årsnederbörd är 769 millimeter. Den regnigaste månaden är juli, med i genomsnitt 284 mm nederbörd, och den torraste är januari, med 7 mm nederbörd.